# Хасанов, Нурислам Габдуллович
Нурислам Габдуллович Хасанов (тат. Нурислам Хәсәнов; род. 1 марта 1941, село Шадки Тюлячинского района) — советский татарский писатель, заслуженный работник культуры Республики Татарстан (1992).

## Биография
Окончил Казанское техническое училище (специальность — слесарь-ремонтник по оборудованию). Работал слесарем на Казанском моторостроительном производственном объединении. Окончил Казанский авиационный техникум (специальность — техник-технолог по холодной обработке металлов), в 1976 г. — Всесоюзный заочный институт лёгкой и текстильной промышленности (специальность — инженер-механик); работал инженером. В 1980-е гг. — редактор телевидения, инженер в Радиотелецентре Татарской АССР, затем — в бюро пропаганды художественной литературы при Союзе писателей Татарстана. В 1992—2001 гг. — главный редактор районной газеты «Теләче хәбәрләре» («Тюлячинские вести»).

## Творчество
Первая публикация — сборник рассказов «Әнжеләр балкышы» («Сверкание жемчужин»; 1982). С 1986 г. — член Союза писателей СССР.

### Избранные сочинения
- Хасанов Н. Цена правды : документальная повесть. — Казань: Дом печати, 2004. — 93 с. — 500 экз. — ISBN 5-94259-115-6.
- Хэсэнов Н. Сагыш : Повестьлар. — Казан: Татар. кит. нэшр., 2002. — 239 с. — 2000 экз. — ISBN 5-298-01128-4.
- Хэсэнов Н. Г. Золым : роман. — Казан: Идел-Пресс, 2011. — 381 с. — 1000 экз. — ISBN 978-5-85247-528-2.
- Бәхилләрме йөрәк? — 1986. (Простит ли сердце? : Сб. рассказов).
- Әнжеләр балкышы. — 1982. (Сверкание жемчужин : Сб. рассказов).

## Награды
- заслуженный работник культуры Республики Татарстан (1992).